# Euphoria
"Euphoria" je píseň švédské zpěvačky Loreen. Je třetím singlem z jejího debutového alba Heal. Autory písně jsou Thomas G:son a Peter Böstrom, na produkci se podíleli SeventyEight a Böstrom.
24. května 2012 Loreen s touto písní se ziskem 372 bodů zvítězila na Eurovizi 2012 coby reprezentant Švédska. Jedná se o druhý nejvyšší bodový zisk v historii soutěže. Vystoupení Loreen zároveň získalo zatím nejvyšší počet dvanáctibodových ohodnocení - přisoudilo mu je 18 zemí včetně Slovenska.
"Euphoria" získala pozitivní hodnocení od většiny kritiků a v létě obsadila přední místa většiny evropských žebříčků. Bodovala ale také například v Austrálii. V domácím Švédsku debutovala na dvanáctém místě hitparády, a postupně se dostala na první příčku, na níž zůstala šest týdnů. Loreen zde obdržela devět platinových desek za prodej 180 000 kopií singlu.

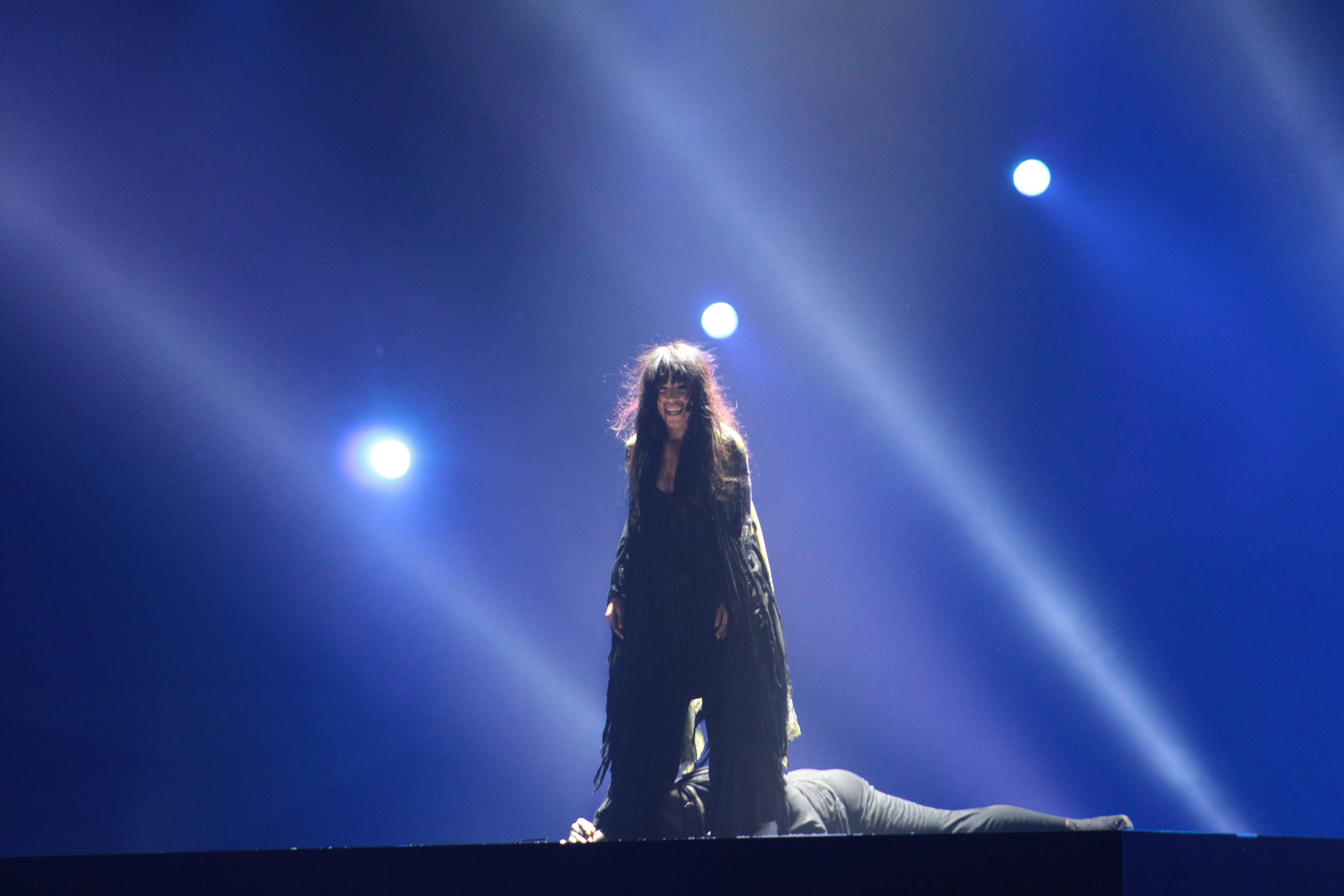
Loreen interpretuje píseň "Euphoria" na pódiu Eurovize 2012 v Baku (květen 2012).

## Eurovision Song Contest
Loreen se s písní zúčastnila prvního semifinálového kola národního kola Melodifestivalen 2012 ve Växjö. Díky umístění v nejlepší dvojce přímo postoupila do finále ve Stockholmu, kde 10. května zvítězila jak u švédských diváků (670,551 hlasů), tak i mezinárodní poroty. Její vítězství u televizních obrazovek sledovaly čtyři miliony Švédů.
V druhém semifinále Eurovize v ázerbádjžánském Baku Švédsko postoupilo do velkého finále, kde o dva dny později Loreen zvítězila se ziskem 372 bodů. Navíc obdržela nejvyšší dvanáctibodové ohodnocení z rekordního počtu osmnácti zemí - Rakouska, Belgie, Dánska, Estonska, Finska, Francie, Německa, Maďarska, Islandu, Irska, Izraele, Lotyšska, Nizozemska, Norska, Ruska, Španělska a Spojeného království. Jedinou zemí, v níž se Loreen nedostala mezi deset nejúspěšnějších, byla Itálie (zdejší diváci přisoudily Loreen 3 body, avšak porota ji neohodnotila dostatečně dobře).

## Videoklip
Oficiálním klipem na řadě hudebních kanálů bylo až do léta video s vystoupením Loreen v Melodifestivalenu. Premiéra skutečného oficiálního videoklipu proběhla následně 5. července na YouTube.

## Hodnocení
Před vystoupením na Eurovizi "Euphoria" vedla ve většině fanouškovských anket včetně hodnocení klubů OGAE. Mimo komunitu fanoušků však píseň bodovala neméně. Redaktorka Erika Brooks Adickman z webu Idolator nazvala píseň "nakažlivou", zatímco blog The Reflective Inklings píseň 5. května vyhlásil songem týdne s následujícím hodnocením:

"Euphoria je z toho co jsem slyšela neoddiskutovatelně nejlepší písní letošního ročníku. Je poseta švédskými elementy, je udělaná delikátně. Smyčce nabízejí estetický lesk, který píseň v pochvalných hodnoceních posune jen výše. Upbeat je dobrý způsob, jak popsat Euphorii. Tak jako její předchůdce ('Popular') i 'Euphoria' burcuje v posluchači nesmírně pozitivní pocity. Loreen zvládá interpretaci vysokých tónů s fantastickou vyrovnaností. Když slyším, jak Loreen pomalu začíná utvářet vzrušení z těch brzy slyšených výšek, skutečně mě to vybudí.

Těsně před velkým finále soutěže 26. května Loreen obdržela dvě ocenění Marcel Bezençon Awards, které se každoročně předávají vybranému interpretovi - cenu umělců od komentátorů soutěže, a cenu skladatelů od účastnících se autorů.

## Hitparády a prodeje
Píseň zaznamenala nebývalý úspěch nejen v Evropě, ale také v Americe či Austrálii. Celkem se prodaly nejméně dva miliony kopií, z toho půl milionu v Německu. Ve Finsku byla píseň nasazena do hitparády rovnou na první místo, kam se navrátila po dvanáctitýdenním pohybu žebříčkem. Na prvním místě debutovala také v Dánsku. Na první příčku se vyšplhala v řadě zemí včetně Rakouska, Německa, Švýcarska, Islandu či Řecka. V hitparádě Velké Británie byla nasazena na 85. místě, odkud následující týden vyšplhala na třetí místo s prodeji 62,148 kopií. V britské top100 zůstala celkem 15 týdnů.
V Austrálii píseň debutovala na 36. místě oficiální hitparády singlů, v žebříčku tanečních písní dokonce na čtvrtém místě.

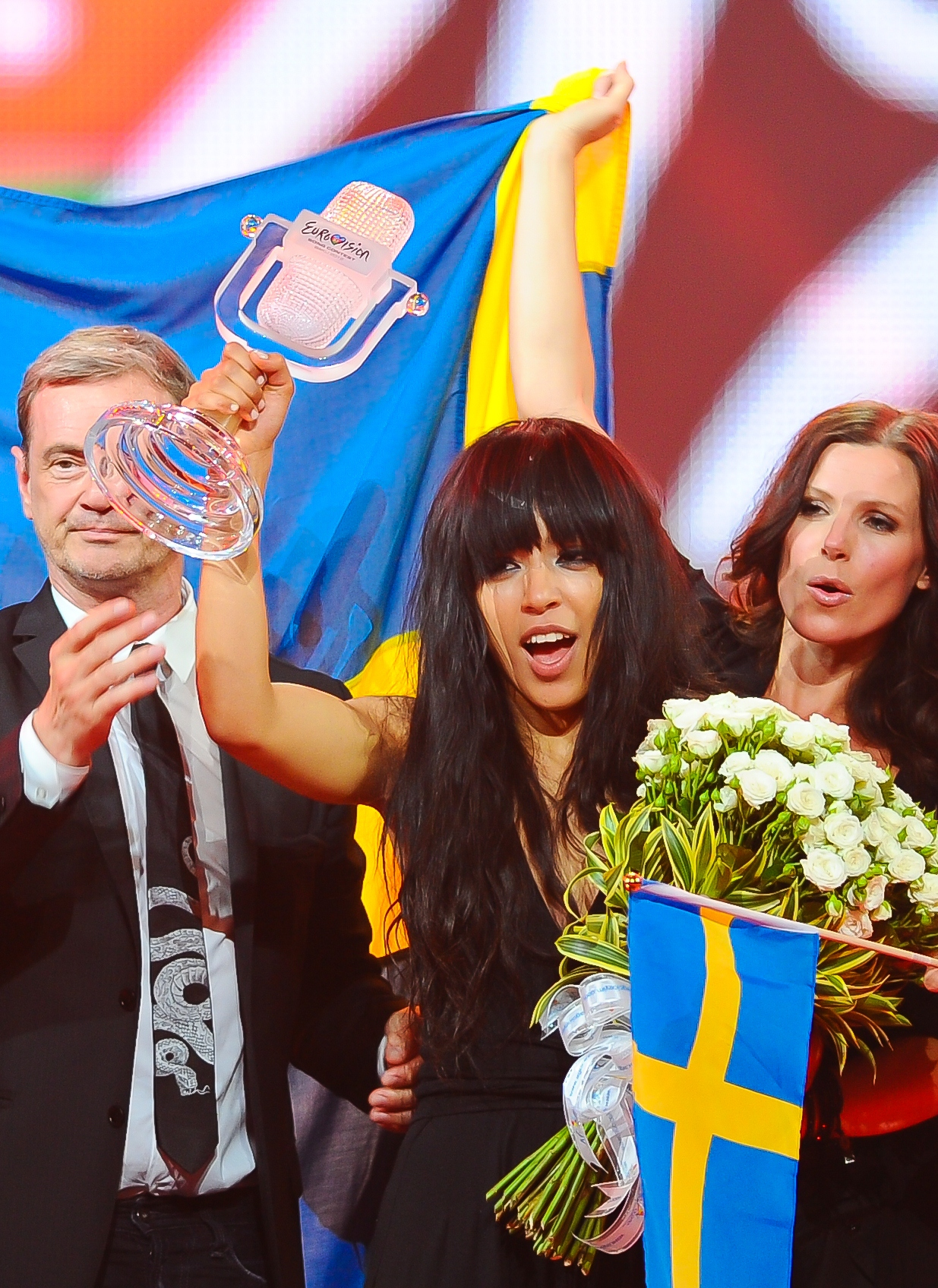
Loreen po vítězství na Eurovizi

## Tracklist
- CD singl

1. "Euphoria" (Single version) – 3:00
2. "Euphoria" (Carli Remix version) – 5:44
3. "Euphoria" (Alex Moreno Remix version) – 6:39
4. "Euphoria" (Carli Dub version) – 5:44
5. "Euphoria" (Alex Moreno Remix radio edit) – 3:23
6. "Euphoria" (Carli Remix radio edit) – 3:50
7. "Euphoria" (Instrumental version) – 3:00

- Digitální stažení

1. "Euphoria" (Single version) – 3:01
2. "Euphoria" (Karaoke version) – 3:01
3. "Euphoria" (Instrumental) – 2:59

- Digitální EP – Remixy[13]

1. "Euphoria" (Carli Remix version) – 5:43
2. "Euphoria" (Alex Moreno Remix version) – 6:39
3. "Euphoria" (Alex Moreno Remix radio edit) – 3:24
4. "Euphoria" (Single version) – 3:01

- Oficiální promo remixy

1. "Euphoria (Robin Rocks & Rubio Remix) 6:03
2. "Euphoria (Lucas Nord Remix) 6:01
3. "Euphoria (Lucas Nord Remix Radio Edit) 3:49
4. "Euphoria (Robin Rocks & Rubio Remix) [Radio Edit] 3:47
5. "Euphoria (Drumapella) 3:01
6. "Euphoria (Strings Version) 3:00
7. "Euphoria (Alex Moreno Remix Radio Edit) 3:25
8. "Euphoria (Alex Moreno Remix) 6:40
9. "Euphoria (Martin Wik Remix) 3:20
10. "Euphoria (Carli Radio Remix) 3:16
11. "Euphoria (Carli Remix) 5:40
12. "Euphoria (Tiger & Wolf Remix) 6:43
13. "Euphoria (Stormby Radio Mix) 3:06
14. "Euphoria (Stormby Extended Mix) 5:49
15. "Euphoria (WaWa Radio Edit) 3:13
16. "Euphoria (Acoustic Strings Version) 4:39
17. "Euphoria (Acoustic Guitar Version) 3:43
18. "Euphoria (WaWa Club Mix) 6:07
19. "Euphoria (7th Heaven Club Mix) 8:41
20. "Euphoria (Instrumental) 3:04
21. "Euphoria (DJ Solovey Remix) 5:32
22. "Euphoria (Acapella Filtered) 3:01

### Hitparády jednotlivých zemí
| Žebříček (2012–13) | #  |
| ------------------ | -- |
| Austrálie          | 4  |
| Rakousko           | 1  |
| Vlámsko            | 1  |
| Valonsko           | 14 |
| Bulharsko          | 3  |
| Chorvatsko         | 2  |
| Česko              | 2  |
| Dánsko             | 1  |
| Estonsko           | 1  |
| Evropa             | 1  |
| Finsko             | 1  |
| Francie            | 26 |
| Německo            | 1  |
| Řecko              | 1  |
| Maďarsko           | 8  |
| Island             | 1  |
| Irsko              | 1  |
| Izrael             | 2  |
| Japonsko           | 98 |
| Lucembursko        | 1  |
| Nizozemsko         | 2  |
| Moldavsko          | 3  |
| Norsko             | 1  |
| Polsko             | 1  |
| Portugalsko        | 10 |
| Rumunsko           | 6  |
| Rusko              | 1  |
| Skotsko            | 1  |
| Slovensko          | 1  |
| Španělsko          | 2  |
| Švédsko            | 1  |
| Švýcarsko          | 1  |
| Ukrajina           | 2  |
| Spojené království | 3  |

### Konec roku
| Žebříček (2012)                  | Position |
| -------------------------------- | -------- |
| Rakousko (Ö3 Austria Top 40)     | 7        |
| Belgie (Ultratop 50 Flanders)    | 14       |
| Dánsko (Tracklisten)             | 7        |
| Finsko (Suomen virallinen lista) | 1        |
| Německo (Media Control AG)       | 9        |
| Maďarsko (Mahasz\|Rádiós Top 40) | 19       |
| Nizozemsko (Dutch Top 40)        | 4        |
| Nizozemsko (Mega Single Top 100) | 10       |
| Rusko (Russian Music Charts)     | 18       |
| Španělsko (PROMUSICAE)           | 9        |
| Švédsko (Digilistan)             | 1        |
| Švýcarsko (Schweizer Hitparade)  | 16       |

## Vydání
| Oblast   | Datum             | Formát            | Vydavatel    |
| -------- | ----------------- | ----------------- | ------------ |
| Švédsko  | 26. únor 2012     | Digitální stažení | Warner Music |
| Itálie   | 28. květen 2012   | Airplay           | Warner Music |
| USA      | 29. květen 2012   | Digitální stažení | Warner Music |
| Japonsko | 21. listopad 2012 | Digitální stažení | Warner Music |

## Cover verze

### Sverrir Bergmann & Halldór Gunnar
Islandští hudebníci Sverrir Bergmann a Halldór Gunnar nahráli svoji verzi písně na své album předělávek Föstudagslögin. Jejich verze nabourala islandskou hitparádu simultánně s originálem okolo července 2012. Verze Bergmanna a Gunnara debutovala na šestnácté příčce a v následujícím týdnu dosáhla na páté (své nejvyšší) místě.
| Žebříčky (2012) | # |
| --------------- | - |
| Island          | 5 |

### Jiné
Americký zpěvák Gavin Mikhail nahrál vlastní verzi písně pro své album Some Die Young.